# Microrhagus pygmaeus
Microrhagus pygmaeus är en skalbaggsart som först beskrevs av Fabricius 1793.  Microrhagus pygmaeus ingår i släktet Microrhagus, och familjen halvknäppare. IUCN kategoriserar arten globalt som livskraftig. Arten är reproducerande i Sverige.